# Diastola
Diastola – proces fonetyczny polegający na wydłużeniu samogłoski wewnątrz wyrazu: dooobra, Red Bull doda ci skrzyyyydeł,